# Idaea ossicolor
Idaea ossicolor là một loài bướm đêm trong họ Geometridae.